# Carlo Gualteruzzi
Carlo Gualteruzzi (Fano, 5 marzo 1500 – Roma, 26 maggio 1577) è stato un letterato e filologo italiano.

## Biografia
Approdò alle materie letterarie e filosofiche, com'era abitudine al tempo, dopo aver concluso gli studi in legge. Conobbe diversi personaggi illustri dell'epoca quali Bembo, Beccadelli e divenne in particolar modo amico di Giovanni Della Casa tanto da diventare il curatore dell'editio princeps del Galateo.
Secondo delle recenti ricerche, Gualteruzzi viene indicato come il maggior responsabile degli aggiustamenti stilistici e linguistici della edizione a stampa del 1558. Notevoli sono infatti i cambiamenti in senso "bembesco" della lingua, una normalizzazione all'uso letterario. Vengono modificate anche alcune parti ritenute non conformi alla morale, come, ad esempio, accostamenti tra termini sacri e profani.
Tuttavia la curatrice dell'edizione critica, Emanuela Scarpa, ritiene che si debba ridimensionare il ruolo del Gualteruzzi. La sua convinzione è che le correzioni del codice a stampa (Ge), o la maggior parte di esse, siano da imputare all'autore: ipotizza quindi un manoscritto intermedio tra il Ricci-Parracciani (RP) e la princeps (Ge), contenente il testo con le correzioni attuate in Ge. In questo caso, dunque, l'azione del Gualteruzzi si sarebbe limitata alla supervisione della stampa.